# William Kelly
Pour les articles homonymes, voir Kelly.
William Kelly (1811-1888) est un inventeur, métallurgiste et maître de forges américain, qui a mis au point une méthode d'affinage de la fonte en fer par l'utilisation d'un convertisseur. Son procédé, développé indépendamment des recherches d'Henry Bessemer, est proche du procédé Bessemer. Cependant, comme il n'a pas été développé jusqu'à atteindre une réelle maturité technique, il a rapidement disparu.

## Biographie
Kelly, bien qu'il ait achevé une formation en métallurgie à l'Université de Pittsburgh, en Pennsylvanie, fonde premièrement une affaire de négoce de vêtements avec son frère et son beau-frère, la McShane & Kelly. Mais après un incendie qui ruine leur stock, William et son frère John déménagent à Eddyville dans le Kentucky pour travailler dans l'industrie sidérurgique.
En 1846, les deux frères achètent une entreprise sidérurgique dans le Comté de Lyon, sur la rivière Cumberland, nommée alors Eddyville iron-work. Ils renomment l'usine Kelly & Company.
La panique financière de 1857 provoque la faillite des Kelly. Pour avoir des liquidités, le brevet de Kelly sur le convertisseur doit être vendu,. Les Cambria Iron Works figurent parmi les premiers acquéreurs. À cette époque, le procédé Bessemer, plus abouti, est en cours d'adoption par l'ensemble de la sidérurgie américaine, mais l'apport de Kelly est reconnu car celui-ci touche 5 % des redevances versées à Henry Bessemer.
Après cette expérience, Kelly s'installe à Louisville dans le Kentucky. Il continue son activité sidérurgique dans la fabrication de haches, mais travaille également dans l'immobilier et la banque. Il y décède en 1888.

## Invention du convertisseur
Il était bien connu, depuis Réaumur, que la fonte ne différait de l'acier et du fer que par sa teneur en carbone. La combustion de ce carbone étant exothermique, il était tentant pour William Kelly, que la formation de métallurgiste avait rendu familier de ce fait, de profiter de ce phénomène. En effet, le puddlage, essentiellement utilisé à cette époque pour décarburer la fonte, est un procédé gourmand en énergie.

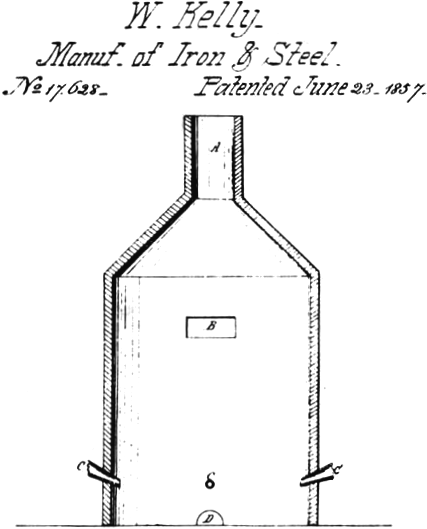
Illustration du brevet du convertisseur de Kelly.

Dès 1847, il commence une série d'expériences pour décarburer la fonte liquide par l'emploi de l'air seul. En 1851, il expose les principes de l'affinage de la fonte à l'air à quelques maîtres de forges et métallurgistes locaux. Cependant si le procédé est théoriquement capable de convertir la fonte en fer, il n'est pas breveté. Un des témoins des essais réalisés par Kelly décrivait en effet son convertisseur comme « indescriptiblement primitif ».
Kelly ne revendiquera la paternité de l'affinage à l'air que le 30 septembre 1856, soit 6 semaines après la communication de Bessemer à Cheltenham où le principe du convertisseur est annoncé avec une publicité exceptionnelle. Le brevet qu'il dépose le 23 juin 1857, revendique un affinage identique à celui de Bessemer :
«  [Le procédé] est capable d'affiner de la fonte à l'état liquide sans utilisation de combustible.

La nature de ma découverte réside dans que le fait que le carbone combiné avec le fer, qui est brûlé pour obtenir la fusion dans un haut fourneau est [aussi] suffisant, lorsqu'il est combiné avec l'oxygène de l'air, pour produire une chaleur suffisamment forte et intense pour conserver la fonte ou le métal à l'état liquide, et suffisamment longtemps pour lui permettre de subir toutes les opérations nécessaires sans se solidifier ; cela sans autre aide ou chaleur que celle développée par la réaction chimique entre l'oxygène et le carbone. »
— W. Kelly, Brevet no 17 625 du 23 juin 1857
Kelly, qui a commencé ses essais en 1851, conteste donc la paternité du procédé à Bessemer et insinue que « quelques témoins [des essais] sont depuis retournés en Angleterre et auraient pu y parler de mon invention ». La demande de brevet de Bessemer est accordée aux États-Unis en novembre 1858, et Kelly la conteste dès janvier 1857.

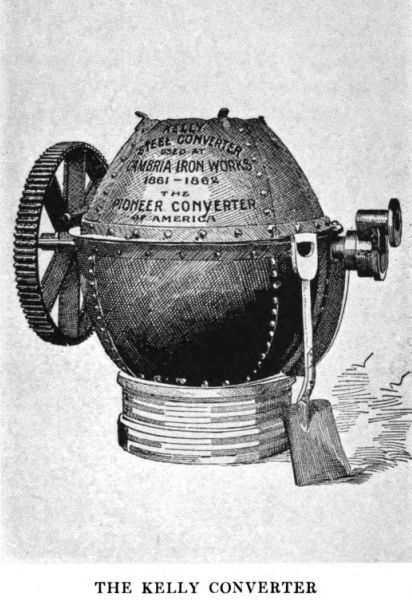
Huitième convertisseur construit par Kelly, en 1861, mais il s'agit de son premier à être fait avec un blindage en fer riveté, et à pouvoir pivoter.

La commission américaine chargée de statuer sur la contestation, l'Acting Commissioner , donnera raison à Kelly, estimant que les témoignages et les indices apportés par Kelly prouvent que son procédé était développé depuis 1847. Cette attribution reste très discutable, des considérations autant patriotiques qu'économiques ayant probablement influencé la décision,, rien ne permettant par ailleurs de prouver que les expériences menées aient abouti à l'obtention d'un métal convenablement décarburé. En 1907 et en 1924, deux auteurs américains, Herbert Casson dans The Romance of Steel et John Newton Boucher avec William Kelly: A True History of the So-Called Bessemer Process chercheront à démontrer que Kelly est le vrai inventeur du convertisseur, thèse à laquelle la plupart des historiens contemporains n'adhèrent plus,,.
En 1871, l'Office américain des brevets accorde une extension de 7 ans au brevet de Kelly, mais rejette l'extension des brevets d'Henry Bessemer et Robert Forester Mushet. Il autorise pourtant l'utilisation de l’appellation « Bessemer » pour décrire un procédé où il ne reconnait qu'un rôle mineur à cet inventeur.